# メトロ2033
『メトロ2033』（露: Метро 2033、英: Metro 2033）は、ロシアの作家ドミトリー・グルホフスキーの小説、およびそれを原作とするコンピュータゲームである。
ゲーム版はウクライナのゲーム開発会社4Aゲームズ（4A Games）が開発し、日本語版は2010年にスパイク（Xbox 360版）およびズー（PC版、販売元はイーフロンティア）から発売された。原作の日本語訳もゲーム版発売後に小学館から上下2巻で発売された。

## 概要

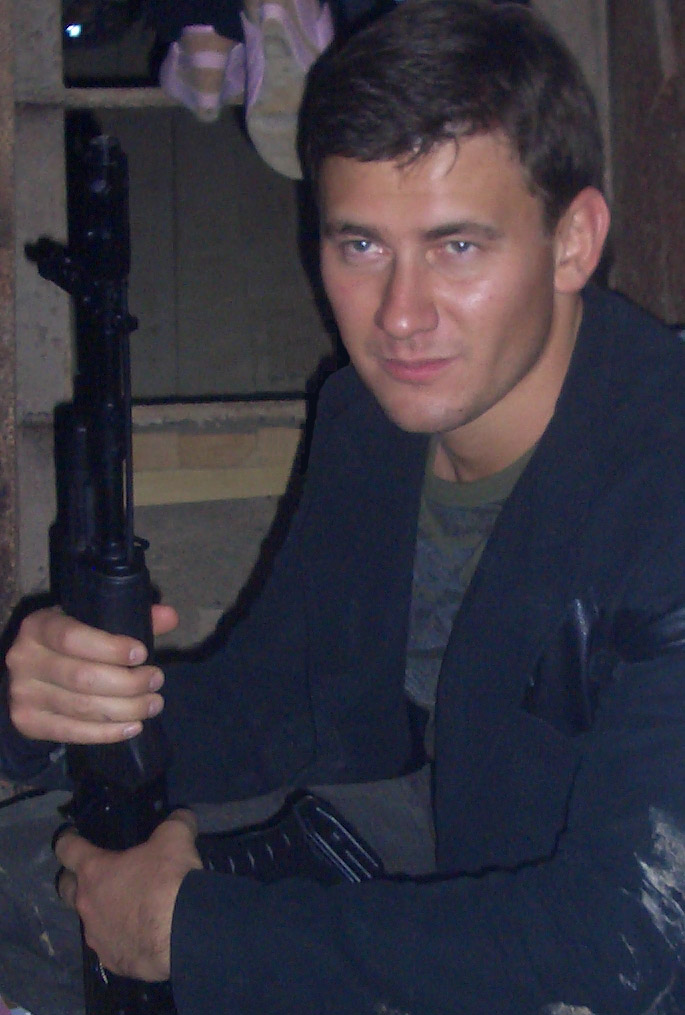
原作者、ドミトリー・グルホフスキー。
本作に対するインタビューにて。

メトロ2033は2002年にロシアの作家、ドミトリー・グルホフスキーがインターネット上で発表した『終末もの』のSF小説。最終戦争後のモスクワの地下世界を舞台に、ミュータントの襲撃に苦しむ地下鉄駅で暮らす青年が遠く離れた地下都市に助けを求める旅に出る物語。
人生の意義を見いだせない青年が危険な旅に出て、さまざまな主義・思想・理念を持つ人々と出会う中で人生の意義を見いだして行く過程を主題としている。また、文明崩壊後の地下世界の暮らしや社会の仕組み、世界が滅んだあとでも争いを続ける人間達のありさま、オカルトと科学が入り交じったメトロ内外の不可思議な怪現象や生態系、そして何が何でも生き続けようとする人々の描写などが非常に細やかに描かれている点も特徴である。
当初は主人公が使命を達成出来ずに死ぬ悲劇として書かれた。数年後、主人公が生存する結末に改訂されたものが公開され、その後出版社から声がかかり2005年に書籍として出版される。
書籍版はロシア国内で50万部以上を売り上げ、20カ国で翻訳版が発行されている。2007年にはヨーロッパのサイエンス・フィクションの協議会Euroconにて奨励賞を受賞した。

## あらすじ
2033年のモスクワが舞台である。数十年前に勃発した最終戦争により、地上は汚染されヒトが住めなくなった。人々は、地下鉄（メトロ）の駅で細々と生き延びていた。だが、人々を地下に閉じ込めていた理由は高放射線被害だけではなく、突然変異で出現した外敵の存在であった。生き延びた人々にとってメトロは生活の場であると共に、存亡を賭した最後の社会基盤でもあった。
モスクワ郊外に近い「博覧会駅」にアルチョムという青年が住んでいた。博覧会駅は新種のミュータントであるチョルヌィの度重なる襲撃によって存亡の危機に瀕していた。アルチョムは故郷の「博覧会駅」を救うため、メトロの中心部にある地下都市「ポリス」へ助けを求める危険な旅に出る事になる。

## 用語・設定

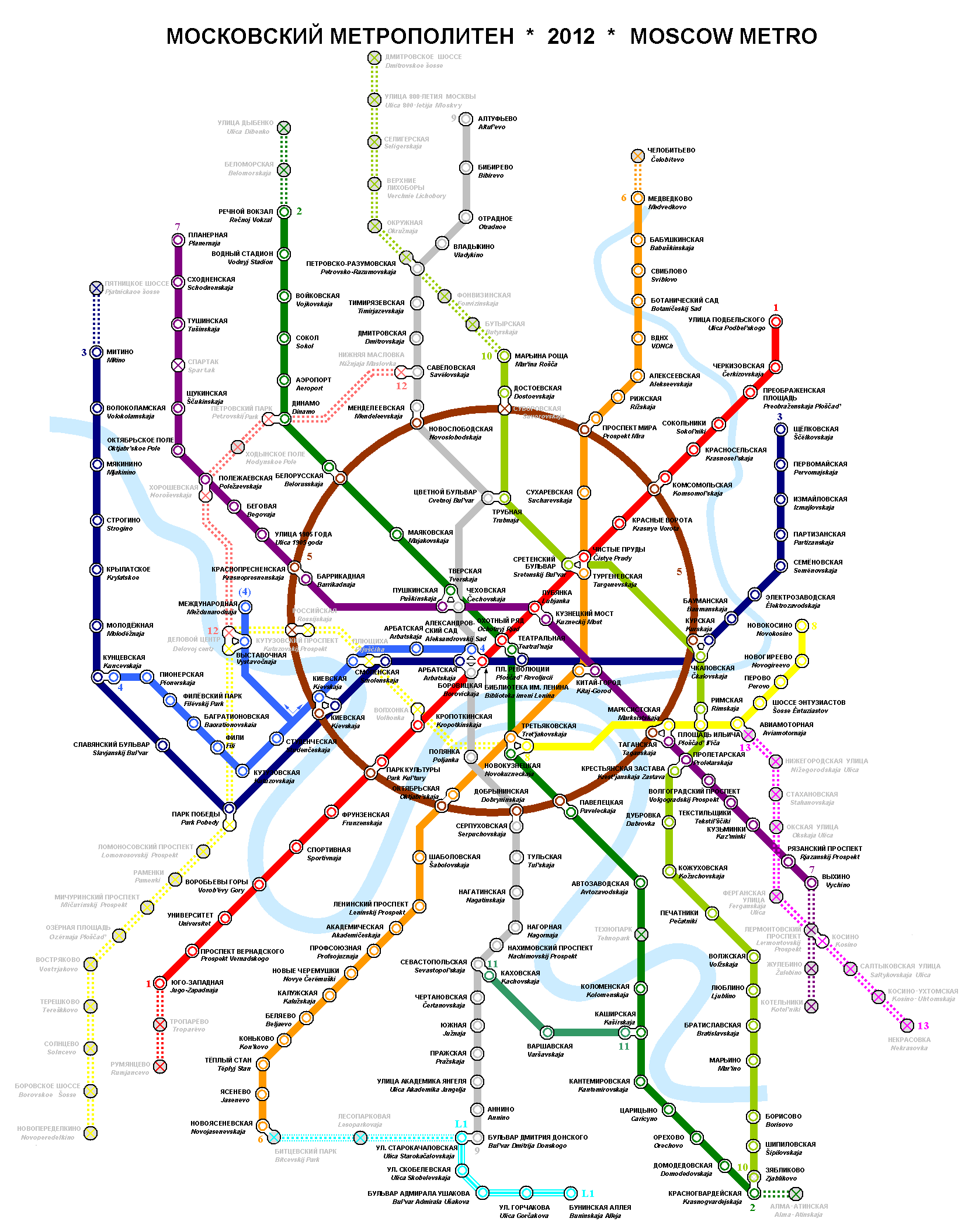
モスクワ地下鉄の地図。ゲーム版のロード画面などにも登場する

最終戦争
21世紀初頭（ロシア語版およびゲーム版では西暦2013年）に起こった、全世界規模の核戦争。この戦争が原因で地上は放射性物質に汚染され、生き残った人間達は地下で暮らす事を余儀なくされる。
モスクワ地下鉄
モスクワの地下深くに作られた地下鉄。世界最大の核シェルターとしての側面も持ち、2033年時点ではおよそ4万人が暮らすとされている。最終戦争後、メトロ全体で管理統一体制がとられていたが、のちに崩壊し無政府状態に陥ってしまう。その後は元メトロ職員達がそれぞれの駅で主導権を握る事となり、現在ではひとつひとつの駅が都市国家のような状態になっている。
ただし、無法地帯や無人駅なども多い。同盟を結んでいる駅も存在し、複数の駅が一つの国家の様になっている場合もある。また、同じ駅でも路線が違う場合（乗換駅）はそれぞれ別の勢力が支配している事がある。
ミュータント
放射線に被曝し、本来のありようとは大きくかけ離れてしまった動植物の総称。巨大化した植物や空飛ぶ怪物、肩と首が無く体に直接頭と両腕が付いている二足歩行の化物などさまざまな種類が存在する。無条件で人間を襲うものが多い。
2033年の地上世界を支配する存在であり、汚染された大気と並んで人類が地上で暮らせない要因の一つである。
ストーカー（スタルカー）
地上に出て有益な物資を調達してくる危険な役務に従事する者たちの呼称。高度な戦闘訓練も受けている。メトロ内で最も尊敬される仕事とされる。レンジャー（後述）が登場するゲーム版においては地上での活動の痕跡のみを見る事が出来る。
自由商人
その名の通り、駅から駅を自由に旅して商売を行う者たち。メトロ内にさまざまな物が流通しているのは彼等の働きによるものである。トンネル内は危険が多いため武装している事が多い。
また、メトロ内に存在するさまざまな噂話を流布するのも彼等である。
怪現象（アノマリー）
駅と駅の間のトンネル内や地上の特定の場所で起こる、奇怪な現象。劇中では配水管の割れ目から響く精神を惑わす音や、目を閉じていると見える過去の幻影、見ていると引き込まれるクレムリンのルビーの星、無人のはずの駅で出会う「神意の使者」などさまざまなものがある。
ゲーム版ではアノマリーと呼ばれている。こちらでは強い電気を帯びた光の球やトンネルに引き込まれた死者の影（幽霊に似ている）などの視覚的に分かり易いものが主である。

### ゲーム版のみの設定
レンジャー
おもに駅の外れの見張りや、駅内部における警察の役割を担う職業。駅ごとの政府と関係のないレンジャー同士の独自ネットワークが存在する。ゲーム版ではミュータントがメトロ内部に大量に侵入しているため、これらを駆除するのも彼等の役割である。

## 世界
海外については情報が錯綜しており、不明な点は多い。
ゲーム版では「エクソダス」で実はG7諸国やアフリカ・オセアニア・欧州諸国・南米の各大陸で都市が存続していることが明かされているほか、放射能汚染の影響のない地域が存在している。欧州はスペイン以外に都市が残っており、日本は東北地方に都市が残っている。しかし初期の作品ではポリャンカ駅の2人の人物は「アメリカはもう存在しない」と話している。
海外版の『アンダーグラウンド2033ユニバース』では全世界の総人口は約1億人で、西ヨーロッパを中心に新たなる氷河期が始まっている。サンクトペテルブルク、ムルマンスク、キエフ、ロストフ・ナ・ミニゲ、サマラ、ノヴォシビルスク、エカテリンブルク、グラスゴー、ロンドン、マンチェスター、モロッコ、南極、ポリナーニゾリ、ニジニーノヴゴロド、モスクワ郊外の一部（ノボシビルスク・ソチ）、クラスノダール、ハリコフ、ローマ、ヴェネツィア、ボリソフ、ミンスク、カリーニングラード、ノヴァヤゼムリャ、ムルマンスク州、ウラジオストク、スヴェルドロフスク州、カザフスタン、ミラノ、フェロー諸島、スヴァールバル諸島、ウクライナから物理的に分断されたクリミア自治共和国などにも人は生存している。サハラ砂漠がジャングル化し、ヴェネツィアが砂漠化している。日本列島は、一部を除きおそらく沈没していることが示唆されている。

## 登場人物
声優の表記は日本語ゲーム版のものである。

### 原作・ゲーム版共通
アルチョム
日本語音声：てらそままさき
本編の主人公。地上で生まれるものの、幼い頃に地下暮らしを送る事となった読書が好きな20歳過ぎの青年。普段は彼が暮らす「博覧会駅」の見張り番と茶工場の仕事を交互にこなしながら暮らしている。
これまでの人生のほとんどを博覧会駅とその周辺のみで過ごして来たため世間知らずであり、それゆえの臆病さや潔癖性な言動が少なからず見受けられる一方で、危険な冒険に憧れる側面もある。
恐るべきミュータント「チョルヌィ」の襲撃を食い止めるために単身で行動を起こした「ハンター」の頼みを受け、地下都市「ポリス」の仲間にことづてをするための旅に出る事になる。
原作ではそれなりにしゃべるが、ゲーム版では幕間の独白を除き、ほぼしゃべらない。また、ゲーム版ではレンジャーの一員である。
サーシャ
アルチョムの義父でスホイと呼ばれている、博覧会駅の高官兼保安官。若い頃にアルチョムの母に頼まれて以来、彼を育てる事となる。度重なるチョルヌィの襲撃と増え続ける負傷者やトラブルで疲労困憊している。ゲーム版では「アレクセイ」という名前に変更されている。
ハンター
日本語音声：乃村健次
サーシャ（アレクセイ）の友人。頭を剃り上げ、あごひげを生やした長身の男。「ハンター」とは役職や職業のことで本名は不明。「俺が戻らなかったときは、此処で起きている出来事をポリスのメリニク（ミラー）にすべて伝えてくれ」とアルチョムに言い残し、チョルヌィ（ダークワン）が侵入してくる北のトンネルをたった一人で爆破しに行くが、二度と戻らなかった。
ブルボン
日本語音声：ふくまつ進紗
アルチョムがリジスカヤ駅で出会う自由商人の中年男性。先に進む為に一時的に協力する事となる。原作においては言動がいちいち不愉快でアルチョムは強い嫌悪感を示していた。
一方ゲーム版においては随所で外の世界に不慣れなアルチョムを気遣っていた。
ハン
日本語音声：高瀬右光
突如アルチョムの前に現れた霊感の持ち主で神秘主義者。チンギス・ハンの生まれ変わりであると自称する。ハンターの霊とおぼしき存在からアルチョムを助けて欲しいと懇願され、彼に力を貸す。
ゲーム版では「カーン」という名前で登場する。
メリニク
日本語音声：間宮康弘
普段はポリスに居る、ハンターの知り合いのストーカー。年齢は50歳程で本名は「メリニコフ」。ゲーム版では「ミラー」という名前の旧ソビエト連邦軍の軍人でありレンジャーチームのリーダー。チョルヌィ（ダークワン）が博覧会駅だけではなくメトロ全体の危機であると考え、彼個人の判断でアルチョムの援軍を買って出る。
ウリマン
日本語音声：奥田啓人
メリニクの部下のストーカーで物語の終盤アルチョムとともに行動する。アルチョムとさほど年齢は変わらないが、人生経験が豊富で心身ともにたくましい青年。
ゲーム版では「ウルマン」の名前でメリニク（ミラー）の部下のレンジャーとして中盤から登場する。原作と異なり、頻繁に軽口を叩くような性格に変更されている。
パーヴェル
日本語音声：ふくまつ進紗
ウリマンの相棒。終盤に登場するおしゃべりな男。パーヴェルとはロシア語の一般的な名である。
ゲーム版では「パヴェル」の名で中盤に登場し、ウリマン（ウルマン）と共にアルチョムを救出する。その後アルチョムと共に行動を共にするが、原作とは対照的に死亡してしまう。
ダニーラ
ポリスで出会う研究者・祭司の階級「パラモン」に属する華奢な青年。読書という共通の趣味がきっかけでアルチョムと意気投合する。後にパラモン達と「ある取引」をしたアルチョムに協力する。
ゲーム版ではレンジャーの一員として登場するが、アルチョムと会話するようなイベントは無く最終的に生き残る。
チョルヌィ
数年前より突如として博覧会駅を襲撃し始めた新種のミュータントたち。銃弾を恐れず、人間を素手で引き裂けるほどの怪力を持っている。また、人の精神に干渉し恐怖を操る事も可能。
名前の由来は「黒」という意味のロシア語。その名の通り黒い肌と黒く大きな目を持つ。原作日本語訳では「黒き者」という呼び方になっている。ゲーム版では「ダークワン」の名で登場。
また、サーシャは彼等を「ホモ・ノヴォス（Homo Novus、ラテン語で新しい人類の意）」と呼び、かつては人間だったと主張するが真相は不明。

### 原作にのみ登場する人物
ジェーニカ
博覧会駅に暮らすアルチョムの親友。書物と噂話が好きな青年。
ミハイル・ポルフィリェヴィチ
悪党が支配する危険な駅「キタイ・ゴーロド」の外れで出会う老人。衒学的で過去の文明を懐かしむ言動が目立つ。人種差別を憎んでいる。
ワーニェチカ
ミハイルと行動をともにする狼少年を思わせる野蛮な少年。
革命家達
ロシア人の美男子「ルサコフ」、アジア人の「バンザイ」、黒人の「マクシム」、あごひげを生やした白人の男「フョードル」と犬1頭からなる一団で、エルネスト・チェ・ゲバラを崇拝している。もともとは共産主義者のメンバーだったが、離反。現在は共産主義者やファシストと敵対している。プーシキンスカヤ駅でファシストに殺されかけたアルチョムを助けた。
マーク
放射性物質に汚染された外気が入り込み続けるパヴェレツカヤ駅の監視人。競鼠（けいそ）というネズミを競わせる博打を好む。汚染された外気の所為で髪がほとんど残っていない。先に進む為にアルチョムは一時的に行動を共にする。
チモフェイ
セルポフスカヤ駅で出会う聖職者。無神論者のアルチョムに入信をすすめる。
ヨハン長老
セルポフスカヤ駅で出会う聖職者。説教の最中にたびたび信者に質問をするが実際には誰の答えも聴き入れる事は無く、自分の話したい事ばかりをひたすら話す人物。
エヴゲニー・ドミトリェヴィチ、セルゲイ・アンドレーヴィチ
無人駅であるはずのポリャンカ駅で出会う不思議な中年男達。アルチョムに「影の監視者（オブザーバー）」伝説や運命についての話をする。
10番
メリニクの部下であるストーカー。アルチョムやメリニク、ダニーラとともにロシア国立図書館へ赴く。本名は不明で、なぜ10番と呼ばれているかも不明である。
アントン
行方不明事件が多発するキエフスカヤ駅に暮らす男。最終戦争時代はミサイル部隊（РВА、エル ヴェー アー）に所属していた。
オレグ
アントンの幼い息子。アルチョムと仲良くなるが、彼もまた行方不明になってしまう。
神官
勝利公園駅で野蛮人達に「偉大なる大蛇」の教えを説く老人。元々はインテリであった。世界を滅ぼした機械文明を憎んでいる。
ドロン
勝利公園駅に暮らす純真な野蛮人。神官の忠実な僕。

### ゲーム版にのみ登場する人物
ユージーン
日本語音声：間宮康弘
アルチョムの友人。リガ駅へ向かうキャラバンに加わった。
アンドリュー
アーモリー駅で出会うハン（カーン）の友人。鍛冶屋。共産主義者に追われたアルチョムを匿ってくれる。
サシェンカ
ミュータントの襲撃で壊滅した駅で生き残っていた少年。
ウラジミール
ポリスのレンジャー。武器庫の管理人で技術者でもあり寒地に相応しいロシア帽が特徴。原作のアントンの代わりの立ち位置にいる人物で、ミサイルの発射や制御が役目。
ステパン、ボリス
ポリスのレンジャーたち。アルチョムらと共にD6内に突入するが、ミュータントによって2人とも殺される。

## 登場する場所

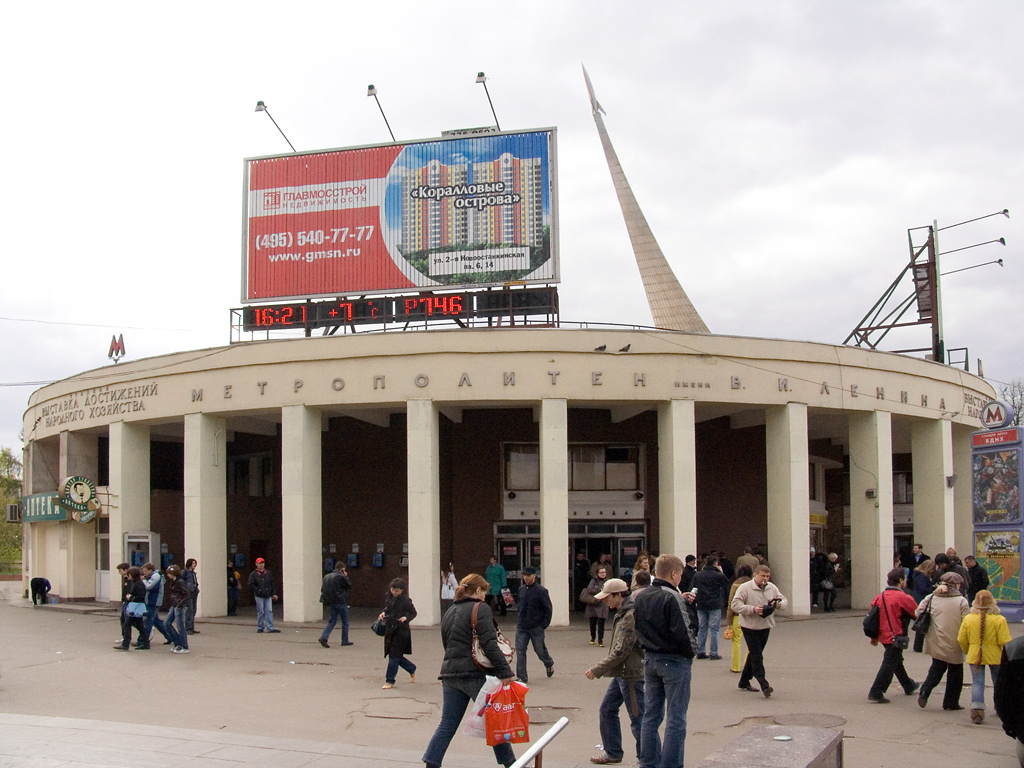
実際の博覧会駅の地上入り口の様子

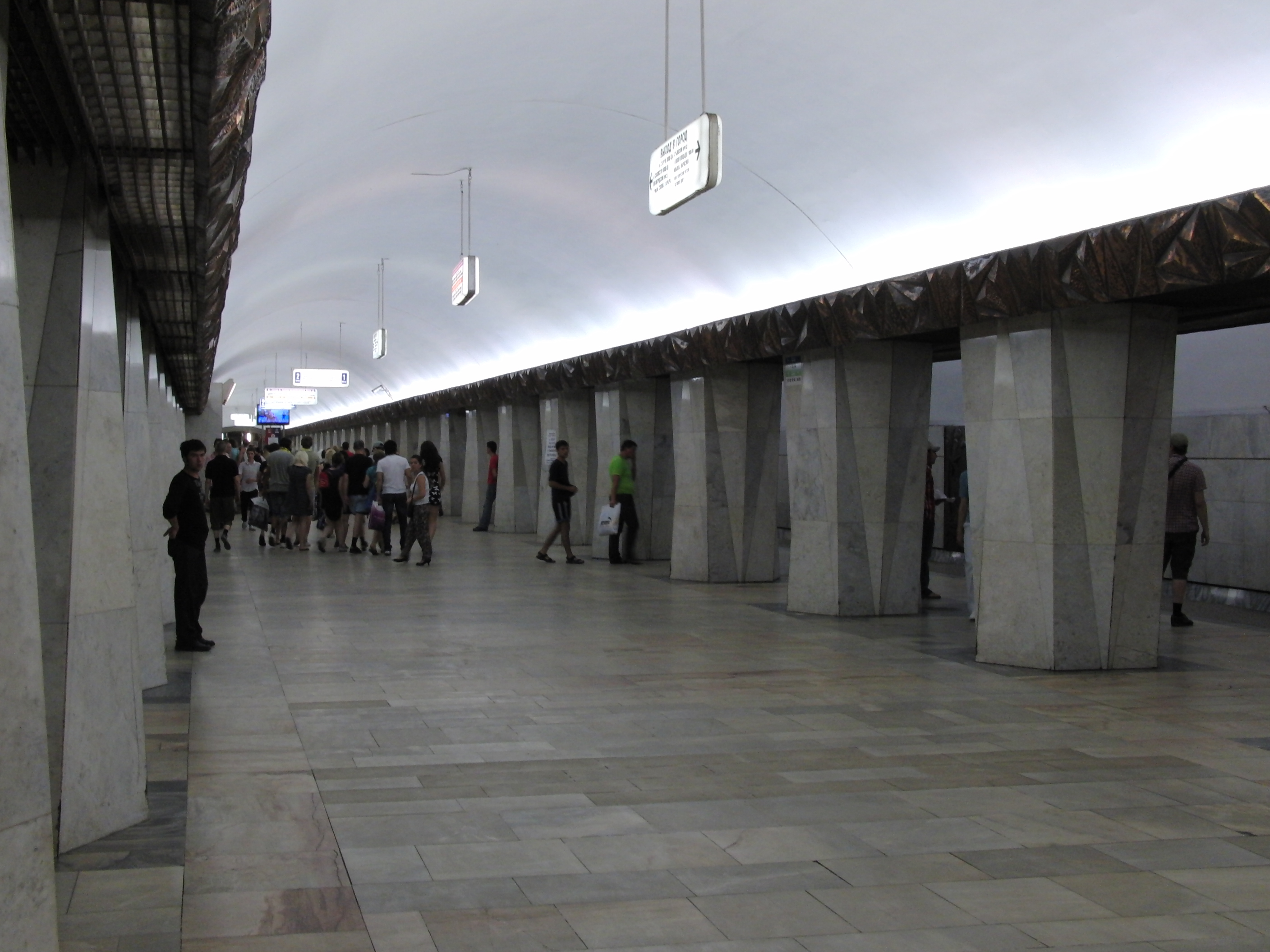
こちらは実際のキタイ・ゴーロド駅

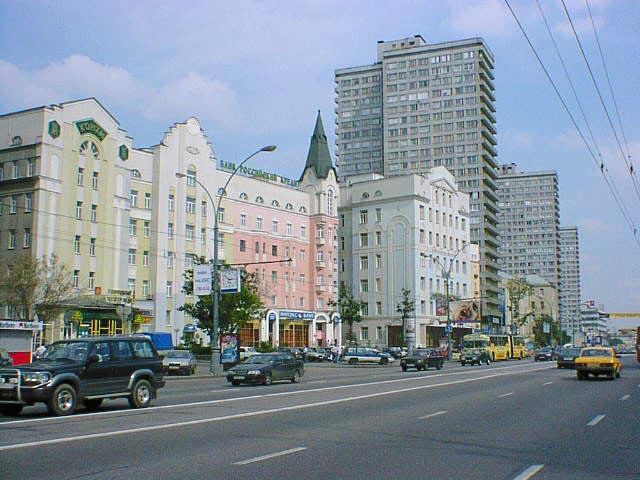
実際のノーヴィ・アルバート通り

※以下、主な場所のみ挙げる
博覧会駅
正式名称は「国民経済達成博覧会駅」で略称は"ВДНХ（ヴェー デー エヌ ハー）"。ゲーム版では「エキシビジョン駅」という名前で登場する（エキシビジョンは「展覧会」や「博覧会」を意味する英語）。
アルチョムやサーシャが暮らす駅であり、キノコを材料とする特別な茶の名産地。戦前の本が沢山あり、メトロの中で数少ない「文化」が生き残っている場所でもある。
北側のトンネルからチョルヌィが幾度と無く襲来しており、危機的な状況に陥っている。
リジスカヤ駅
博覧会駅から南に2駅離れたところにある商業の盛んな駅。博覧会駅と同盟を結ぼうとしている。ゲーム版では「リガ駅」の名前で登場。
平和通り駅
環状線にある駅でリジスカヤ以上に商売が盛ん。ゲーム版では「マーケット駅」という名前になっている。
キタイ・ゴーロド駅
他の勢力から独立している駅であり、活気はあるものの非常に治安が悪く退廃している。武器・アルコール・麻薬・女など金さえあれば何でも好きなだけ買えるとまで言われている。
スラブ人が支配する6号線側（カルジスカヤ＝リジスカヤ線）とコーカサス（おもにチェチェン人とアゼルバイジャン人）が支配する7号線側（タガンスカヤ＝クラスノプレスネンスカヤ線）に二分されている。
プーシキンスカヤ駅・トヴェルスカヤ駅・チェーホフスカヤ駅
ファシストの集団「第四帝国」が支配する駅。これらの駅は3つの路線が交差している所にあり、互いに繋がっている。
パヴェレツカヤ駅
環状線にある駅の一つだが、地上と地下を隔てる金属製防御壁が無いため、常に放射性物質に汚染された外気が流入し続ける危険な駅。夜毎、ミュータントが大量に流入して来るため出入り口を塞ぐ事は不可能。住人はみな重篤な被曝者である。
ポリャンカ駅
ポリスの手前にある、誰も住んでいないはずの駅。だが、ポリスのパラモン達は「運命の駅」と呼び、選ばれたものだけが神意の使者に出会えるとしている。
ポリス
4路線が交差するメトロの中心地に存在する、ボロヴィツカヤ・レーニン図書館・アレクサンドロフスキー庭園・アルバツカヤの4駅を一つの都市とした、メトロ最大の都市国家。
最も豊かで、治安もよく、強大な軍隊を持ち、そしてすぐ上にあるロシア国立図書館から持ち出した大量の書物によりもたらされる優れた文化が生き残り続ける駅。
ロシア国立図書館
世界最大級の国立図書館。「司書」と呼ばれる存在が支配している。パラモン達の伝説によると、この世の歴史が全て書かれた本があると言われている。
クレムリン
世界遺産にもなっているモスクワのクレムリン。本作では尖塔にある赤いルビーの星を見るとそのまま宮殿内に引き込まれ二度と帰ってこられなくなる、という噂が存在する。国立図書館に入るためには、この宮殿を横切らなければいけない。
ノーヴィ・アルバート通り
地上にある通り。やむを得ない事情でアルチョムはこの通りを進むことになる。無数のミュータントが生息する非常に危険な場所。
キエフスカヤ駅
環状線にある駅のひとつ。最近、行方不明事件が多発している。
勝利公園駅
キエフスカヤ駅のすぐ隣にある、「偉大なる大蛇」をあがめる野蛮人達が暮らす駅。過去、何らかの事情によりキエフスカヤと壁で隔てられてしまう。
D6・メトロ2号線
D6とはメトロ2号線の入り口、そしてメトロ2号線は戦前秘密裏に作られた路線で、隠されたミサイル基地へと繋がっている。アルチョム達はチョルヌィの巣をミサイルで破壊する為に、この場所を探し求める事となる。
ゲーム版では"D6"が秘密のミサイル基地の名称となっている。
植物園駅
博覧会駅の北隣にある長年無人駅だった場所。現在ではチョルヌィの巣があるとされている。
オスタンキノ・タワー
博覧会駅から2km離れた場所にある巨大な電波塔。チョルヌィの巣の正確な座標をメリニク（ゲーム版ではウラジミール）に知らせるために、最後に訪れる場所。

## 登場する勢力・団体

### 劇中に登場
ハンザ
環状線の駅が同盟を結ぶ事で出来た「大国」。非常に豊かで厳重な警備も敷かれている。自由商人や一部のストーカーが持つ特別なパスポートが無いと入る事が出来ない。かつて共産主義者と戦争をしていた。
アルチョムは劇中何度か環状線の駅に訪れるが、厳密には環状線から他の路線に繋がる「乗換駅」側が殆どで、ハンザ側の駅に入る機会は少ない。なお、ゲーム版では最後までハンザに入る事がない。
名前の由来はハンザ同盟から。公式の名称は別に存在するのだが「あまりに大げさ」なものだったらしく、次第にハンザの通称で呼ばれるようになった。
レッドライン (共産主義者)
1号線（ソコリニキ線、またはソコーリニチェスカヤ線）の大半の駅を支配する勢力。共産主義に根差した復興を目論み、1号線の多くの駅名を共産主義にちなんだ名前に改名した。ゲーム版では直接戦闘する場面があるが、原作では出会う事が無い。
原作ではかつてハンザと戦争をしていた。ゲーム版では第四帝国と戦争中である。
第四帝国（ファシスト）
人種差別主義者の集まりで、スラブ人以外を排斥しようとしている。いわゆるスラブ版ネオナチであり、ナチスドイツとの直接的な関係はない。ゲーム版では共産主義者と戦争をしている。
ポリスのカースト制
ポリスにはインドのカーストを模した制度があり、祭司兼学者のパラモン（原文ママ）・軍人のクシャトリヤ・商人（もしくは平民）のヴァイシャ・奴隷のシュードラの4つがある。ポリスのそれはインドのものと違い、18歳になった時に自分で選ぶ。また、劇中のパラモンは研究者としての側面が強い。
パラモンとクシャトリヤはかつて対立していた。現在もあまり仲は良くない。
人喰い族
隣にあるキエフスカヤ駅と分断され、長い事孤立してしまった勝利公園駅に暮らす野蛮人達。タンパク質を得るためにキエフスカヤの人々を拉致し、食人を行っている。
また、彼等は「偉大なる大蛇」と呼ばれる独自の創造神をあがめており、彼等の領域には大蛇を模した壁画が描かれている。

### 噂話にのみ登場
この作品の世界は通信手段がほとんど無く、立ち入る事の出来ない場所が沢山存在するため、根も葉もない噂話が無数に存在する。そして、そのほとんどは最後まで真偽が明らかになる事が無い。
悪魔崇拝者
メトロを地獄の門だと信じ、拉致した人間達を使ってひたすら地面に穴を掘り続ける集団。どこに居るのかは不明。
クリシュナ教
十月広野駅にいるとされる。原子炉を破壊して人類を滅亡させようとしている。
エメラルドの街
1号線の外れ、共産主義者の力が及ばない大学駅とその周辺の通称。知識階級の組織があり、特別な防護服や地上に出る手段を発明したと言われている。
名前の由来は『オズの魔法使い』に登場する「エメラルドの都（Emerald City）」から（ただし、これはメトロ2033ユニバースにおける『共和国』ではないかという説もある）。
影の監視者（オブザーバー）
メトロ2号線に居るとされる神の如き存在。その名の通り人類を影から監視していると言われている。この噂に関しては劇中ではっきりと否定される。

## ゲーム版
2010年の3月にXbox 360およびPC（Windows）用のゲームとして発売された。
コール オブ デューティシリーズなどに代表される物語や演出をプレイヤーに体感させる事に重きを置いた、一人称視点のアクションシューティングゲーム（FPS）になっている。
他のFPSゲームと異なるのはHUD（画面表示）の描写であり、画面に極力テレビゲーム的な表示（主人公の体力や武器の弾薬数）を排除し、映画を体験させるような演出を目指している点である。物語ありきの小説が原作ということもあってか、2010年のアクションシューティングゲームとしては珍しくオンライン対戦や協力プレイを実装しておらず、一人用専用になっている。
原作の設定や描写の多くがゲーム版にも反映されており、「弾薬を通貨代わりにする」「地上が放射性物質で汚染しているため防護が必要」「手で回す自家発電機の付いた懐中電灯を使う」などの部分がゲームのシステムとして登場している。これらは、汚染された未来世界での生き残りをかけた戦いという「原作の内容を体感させる演出」としての面と、「色々な管理をしながら計画的に行動や戦闘をしていく楽しみ」というゲームの遊びとしての面の両立を実現するもので、他のゲームとの差別化にも貢献している。
また、舞い上がるホコリや光と影の演出や、生活感溢れる散らかったメトロの各所を高水準のグラフィックス（当時）で表現し、物語やシステムだけでなく美術面においても原作の世界を体験させる事に力を入れている。特にPC版はDirectX 11に対応しており、それが顕著である。
難易度は2010年の欧米のゲームとしては高めである。
日本語版は2010年の5月にスパイクからXbox 360版が、6月にズー／イーフロンティアからPC版が発売され、音声はオリジナルのロシア語、ロシア語訛りの英語、そして日本語吹き替えの3種類が収録されている。字幕は日本語と英語字幕が存在する。

### ゲーム版におけるアルチョムの人物描写について
一人用のFPSでは、プレイヤーを物語の世界に没入させるための手法として主人公を無口にさせる事が多い。そのためか、原作では台詞の多いアルチョムもゲーム版においては無口である。とはいえ、やはり小説原作という事もあってか、ステージ間にあるロード時間には彼自身の複雑な心境の吐露や細かい状況の解説といった「文学的」な内容のナレーションを行う。
ゲームのアルチョムは義父アレックス（原作のサーシャ）の友人であるハンターを尊敬しているが、彼が偵察から生きて戻らなかったために生まれて初めて故郷から外へと出ることとなる。この旅立ちの件は義父には内緒であり、真実を言わずに故郷を後にしたことを案じたり、危険なメトロを通過することへの恐怖を語るなどの原作に準じた描写もある。そのため、「無口なFPSの主人公」としては人間らしさの描写が多い。
なおゲーム版では彼自身の事にあまり言及されておらず、箱のイラストなどでも素顔が明かされない（基本的にガスマスク姿）。ほんの一部のムービーパートではガスマスク越しの彼の姿が写し出されるが、痩せた黒髪の青年とまでしか表現できない。

### 登場する敵
野盗
自由商人などから略奪して生計を立てている武装したゴロツキの集まり。序盤に戦う事が多い。
共産主義者
原作ではほぼ設定のみの存在だった勢力。中盤に戦う。ゲームの敵としての特性は野盗とほぼ同じ。
ファシスト
第四帝国の構成員たち。中盤から終盤にかけて戦う事が多い。
ノサリス（Nosalis）
もっとも頻繁に出現するミュータント。非常に凶暴で機敏であり、大群で人間を襲撃してくる。
人間同様手足があるが、大抵4足歩行で突進してくる。腕力は強く、爪や牙も鋭い。肉体も強靭である程度の銃撃にも耐えるが、頭が弱点らしくそこを狙えば速やかに無力化できる。
ムササビのような羽を生やした進化型などの亜種がいくつか存在する。
ハウラー（Howler）
地上に出没する四足歩行のミュータントでオオカミに似ている。行動パターンはノサリスのものに近い（ノサリスは地上にはあまり現れない）。
ラーカー（Lurker）
毛の無い犬の様なミュータントで、地下に穴を掘って暮らしている。無数に空いている穴を利用して八方から攻撃を仕掛けてくる難敵。ただし、耐久力は低め。
ライブラリアン（Librarian）
原作における「司書」。上記ノサリスより一回り大きいゴリラの様なミュータント。その名称どおり、ロシア国立図書館（ライブラリー）に住み着いている。肉体は非常に強靭で戦闘力も高く、排除することは困難である。原作同様、目を会わせ続けていると攻撃をしてこない（ゲームでは一定時間後に遠くに立ち去る）。ただし稀に攻撃してくる個体もいる。
デーモン（Demon）
翼の生えた怪物。上記のライブラリアン同様最高レベルの戦闘力を持っており、音もなく空から忍び寄り人間を襲撃する。建物の壁や天井を突き破ったり、装甲車を横転させるなど怪力なことがうかがえる。排除は困難だが、不可能でもない。
アメーバ（Amoeba）
秘密のミサイル基地「D6」の深部に登場するスライムの様な敵。こちらを取り囲む形で無数に出現し、特攻を仕掛けてくる。
ダークワン（Dark One）
原作の「チョルヌィ」。新種のミュータント。テレパシーを利用して人間の言葉を喋る上、度々アルチョムの精神に直接干渉してくる。
最後にはダークワンの作り出した幻想的な精神世界の中に引き込まれる事になる。

### 装備品
ガスマスク
核戦争後という環境上、地上は未だに汚染されており、そこに出るには当然ガスマスクが必要になる。また、これらは戦闘で破損することがあり、それにより気密性が失われれば、命に関わる大問題となる。逆に言えば、人間と地上で戦う場合は相手のガスマスクを破壊することで無力化することもできる。
ガスマスクはフィルターにより機能しており、これは定期的に交換しなければやがて機能を失うこととなる。また、激しい運動などで息が荒れればマスクが曇ることもある。
ライターとクリップボード
ライターは暗闇で光を得るために使用する。クリップボード（手板）には、自分がこれから何をすればいいかが記されている。これには目的地の方角を示すコンパスも収録されている。
ヘッドライト
頭部に装備されたフラッシュライト。使い続けると光が弱まるが充電をすればまた光が強くなる。
ナイトビジョン
暗がりを照明無しで見る事が出来るゴーグル。ライトより電気の消費が激しく最終的には機能停止する。ただし充電をすれば何度でも使える。
万能充電器
上記のライトの照明強化や暗視ゴーグルの充電を行う機械。原作にも登場する。
ナイフ
対象物を切断、斬撃するための道具。ナックルダスターとナイフが一体になった様な形状をしており殴打も可能。アルチョムの手製という設定だが、ゲーム版独自のもの。
スローイング・ナイフ
手投げナイフ。音が非常に小さいため暗殺に適しているが、ターゲットがアーマー等で防護していると弾かれる。拾えば再利用可能。
リボルバー
昔ながらの回転式拳銃。威力が高いため、ミュータント相手でも十分に通用する。ノーマルモデルの他にサイレンサーを装備した消音型やロングバレルで精度を向上させたもの、そしてストックを装備した準カービン銃型、望遠スコープや以下のパーツを複合した狙撃銃型など、能力向上型のモデルが豊富である。
バスタード・サブマシンガン
アーモリー駅で製造された手製の機関銃。核戦争後という状況もあり資材の節約のためなのか、一般的なベルトリンクや箱型弾倉などではなくホッチキス Mle1914重機関銃のような保弾板によって装填を行うのが特徴。核戦争による文明崩壊後の低いテクノロジーで作られているため精度は悪く、すぐにオーバーヒート（使いようにもよるが）するため「バカマシンガン」と言われている。サイレンサーを装着したモデルも存在する。
一発あたりの威力はリボルバーをかなり下回るため、敵によってはあまり有効でない場合もある。
AK74
東側世界を代表していた名銃カラシニコフ。一種のロストテクノロジーであるため入手困難だとされているが、中盤以降は大量に入手でき、むしろ上記のバスタードのほうが入手が困難になる。スコープを装備したカスタムモデルが存在する。
トンネルガイド（取り扱い説明書）ではAK-47とあるがこれは誤記で、使用する弾薬が5.45㎜なのでAK-74である。
VSV
大型のサイレンサーが組み込まれた自動小銃。レーザーサイトも備わっており精度の高いライフルであるが、装弾数は20発と少なめ。スコープの付いたモデルも存在し、元々の高い精度と相まって狙撃銃としての運用が可能。
KALASH 2012
カラシニコフ小銃の2012年モデルで取り回しがAK74よりも改善されている。同年に開発されたAK-12というものが実在するが本銃はオリジナルのブルパップ方式のライフルであり関係はない。装弾数40発。スコープ、サイレンサー付きのカスタム版あり。
ダブルバレル・ショットガン
二つの銃身と引き金を持った散弾銃。至近距離では絶大な威力を発揮するが、二つの銃口から同時に放てば更に強力な一撃を放てる。同時射撃ならばノサリス程度は一撃で仕留められるが、2発しか装填できない短所がある
オートマチック・ショットガン
リボルバーのような6発装填のベルト式弾倉をもつ、より実戦的な散弾銃。独特なリロード方式が特徴。銃剣付きモデルも存在する。かつてソビエト時代に開発されたベルト式弾倉をもつ銃を参考にしている可能性がある。
弾倉の構造上、一回の装填で6発全てを装填できない場合もある。
ヘビー・オートマチックショットガン
連続発射が可能なベルト給弾式のショットガン。外見はDShKに似ている。元々この武器は初回限定版を購入したユーザーだけがダウンロードできるものだったが、日本語版では予め実装されている。なお、発売数ヶ月後に登場した日本未配信のダウンロードコンテンツ"Ranger Pack（レンジャーパック）"にも収録されている。
ティハール
圧縮空気で金属の弾を飛ばす空気銃。発射するたびに空気が減っていくため、レバーを使って空気を圧縮させる必要がある。空気の残量は銃についた圧縮メーターで確認できる。一応フルオートでの発射も可能。スコープの付いたモデルも存在し、圧縮メーターの残量に応じた大凡の射程を示す三色のレティクルが表示されている。
ヘルシング
圧縮空気で矢を発射する連装式ボウガン。ティハール同様、レバーで空気を圧縮し、メーターで残量を確認できる。連射が効かず弾が高価であるのが欠点だが、矢は再利用が可能で威力も高い。スコープの付いたモデルも存在する。
ボルトドライバー
電気によって弾を発射するガウスガン。弾はティハールと共用。劇中ではミラーが使用しているだけのNPC専用武器であったが、"Ranger Pack（レンジャーパック）"でプレイヤーも使用可能となった。ティハールやヘルシングと同様にレバーでバッテリーを充電して、発射用のエネルギーとする。またバッテリーを消費しての近接攻撃も可能。

### ゲーム版のおおまかなあらすじ

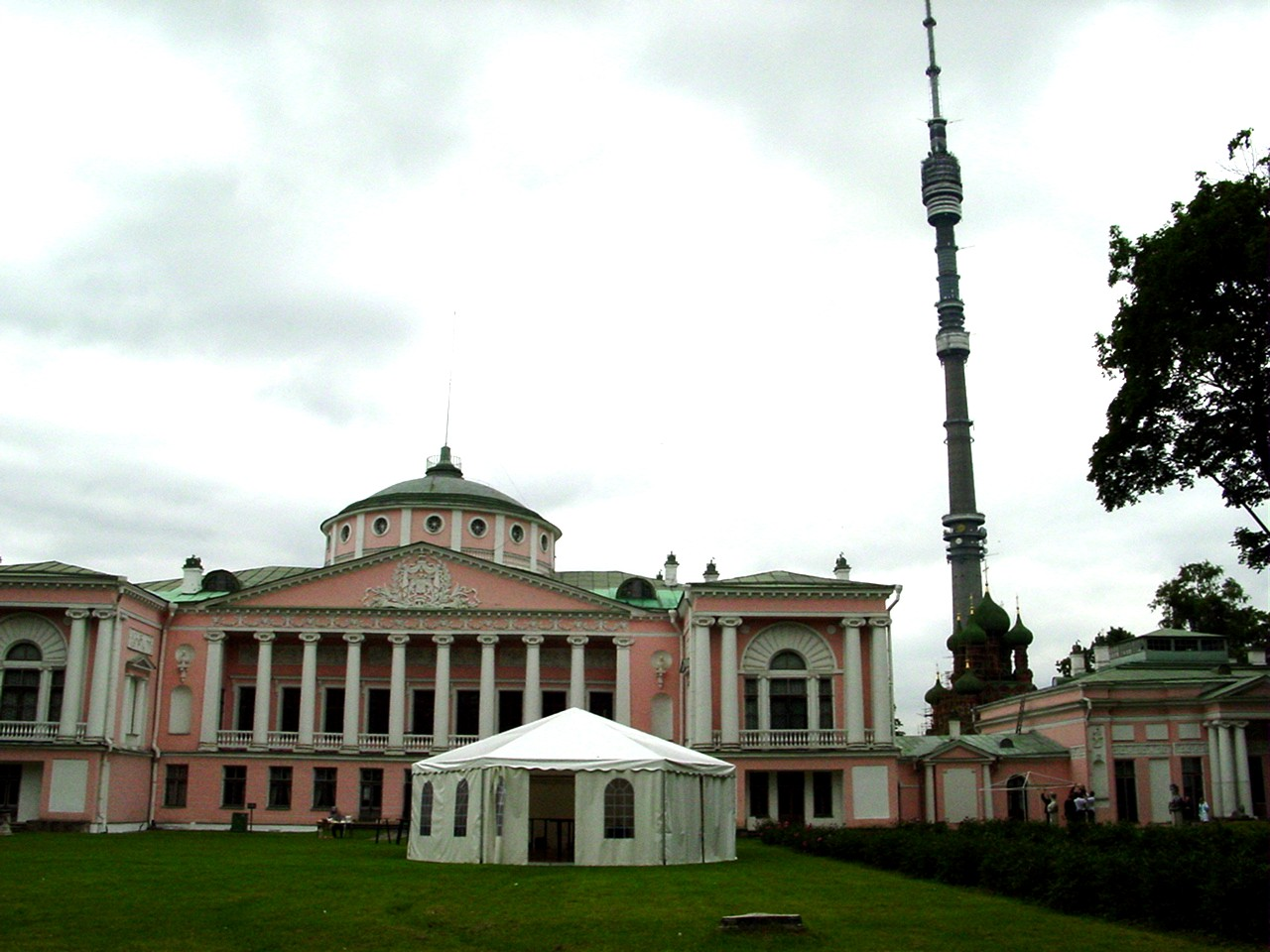
オスタンキノ・テレビ塔（右）

※固有名詞はゲーム日本版の表記に準ずる。
プロローグ
アルチョムとミラーはコロレフ・ホールを通過し、モスクワの地上へと出た。他の仲間と合流して、彼らは旅の終着点であるオスタンキノ・タワーに向かう。だが、地上の支配者であるミュータントらの激しい攻撃を受け、レンジャーたちは次々と倒れて行く。そして、アルチョムも窮地に陥ったところで物語は8日前にさかのぼる。
第1章：旅の始まり
西暦2033年。最終戦争で地上が壊滅してから20年。新たに地上を支配しているミュータントたちは、地下で生き延びていた人類を徐々に追い詰めていた。辺境の「エキシビジョン駅」も度重なる襲撃で、数多くの負傷者を出していた。更に追い討ちをかけるかのように、「ダークワン」と呼ばれる新種のミュータントまでもが襲いかかってくるようになっていた。
そんな中、野外活動を行うレンジャーである「ハンター」がエキシビジョンにやってきた。彼は状況を把握するため偵察に出るが、二度とアルチョムたちの前に戻らなかった。アルチョムは彼の伝言をポリス駅のミラーという人物に伝えるため、隣のリガ駅へ向かうキャラバンの護衛に加わり、これまで出ることが無かった故郷を後にした。
第2章：ブルボン
危険と犠牲を伴ったが、なんとかリガに到着したアルチョム。キャラバンはここで終点のため、ここからは独りでポリスを目指さなければならない。途方に暮れるアルチョムだが、「ブルボン」と名乗る中年男性から取引を持ちかけられる。それは（危険なルートであるが）一緒に「ドライ駅」に行くというものであった。報酬はカラシニコフ小銃とし、2人はドライ駅へ向かうため廃墟となったモスクワの地上へ向かう。
第3章：カーン
ドライ駅に到着したが、此処は野盗（Bandits）が制圧しており、連中のアジトとなっていた。しかもブルボンは捕まってしまう。アルチョムはブルボンを救出するためドライ駅の中を突き進むが、ブルボンは野党の首領との決闘により命を落としてしまう。その後「カーン」と名乗るレンジャーが突如現れた。野盗の追撃から逃れるため、アルチョムは彼に従いドライ駅をあとにする。カーンの助言により、ポリスを目指すためアーモリー駅を目指すことになった。
アーモリー駅に到着したアルチョムは、不審者と見なされ駅を支配する共産主義者たちに身柄を拘束される。だがここでカーンの友人アンドリューに救出される。此処から出てポリスへ行くには、共産主義陣営の新兵を乗せたトロッコに紛れてファシストとの戦場に行くしかないとの事である。アルチョムはアンドリューたちの支援を受け、共産主義とファシストとの最前線へ向かった。
第4章：戦乱
共産主義者とファシストの戦場を通過したアルチョムだったが、待ち伏せていたファシスト兵によって捕らわれてしまう。だがそこに現れた二人のレンジャー「ウルマン」「パヴェル」によって救出される。アルチョムがハンターの使いだと知ったウルマンは、相棒のパヴェルにポリス駅まで同行させることにした。だが車輌基地でノサリスの大群から襲撃されパヴェルはトロッコから落車、最後のあがきとしてパイプ爆弾に点火する。アルチョムは単独でポリスを目指し、途中のブラック駅でウルマンと合流。長かった旅路も終わりが見えてきたと思われた。
第5章：希望
ついにポリス駅に到達したアルチョム。だが、議会はエキシビジョン駅を見捨てる決断を下したのだ。だが、ミラーは代案が実行できるかもしれないという。それは彼らレンジャーがいくつかのミサイルサイロを発見しており、ダークワンの巣への攻撃に使える可能性があるとのことだ。しかしそれら旧ソ連のミサイル発射管制は「D6」と呼ばれる秘密基地からしか行えないという。更に、その基地がどこにあるのかも不明だった。そこでD6の場所を知るべく彼らが向かったのはロシア国立図書館であった。苦闘の末、アルチョムは軍事文書保管庫からD6の文書を確保し、仲間の待つ教会へと向かった。
第6章：D6
数名の犠牲者を出しつつも、一行はD6に到達した。おぞましい悪夢のような光景に打ち勝ち、システムを復旧させてミサイル攻撃システムを復活させることに成功する。あとは誘導装置で攻撃目標をマークすれば、すべてに終止符を打てるだろう。だがアルチョムは疑念を抱いていた。ミラーは此処にあるミサイル攻撃システムで敵を焼き払うというが、既に人類は一度世界を焼いている。
第7章：テレビ塔
プロローグと同じく、仲間たちは次々と命を落とした。アルチョムも絶体絶命かと思われたが、ミラーの奮闘で一時的に敵の攻勢が止んだ。この隙に生き残った2人は敵の包囲を突破し、オスタンキノ・テレビ塔に到達。誘導装置を設置するため塔を登るが、デーモンの襲撃でミラーが負傷。アルチョムは単独で塔の頂上を目指す。人類の未来を賭け、アルチョムはダークワンの巣を殲滅させようとするが…

### 原作とゲーム版の相違点
ゲーム版は改変がかなり多い。ここでは主だった物のみ挙げる。
- 登場人物がかなり減っている。
- 原作では「20歳過ぎ」と曖昧だったアルチョムの年齢がゲームでは「20歳」と明言されている。
- 最終戦争の起こった年が西暦2013年であると明言されている。
- 原作ではメトロ内にミュータントはほとんど侵入していないが、ゲームでは大量に流入している。
- レンジャーはゲーム版のみの設定。原作では単に「見張り」、「警備員」などと表現されている。
- ブルボンが金銭トラブルを抱えている。彼と共に地上に出る機会がある。またハン（カーン）と知り合いである。彼に待ち受ける結末が異なる。
- ゲーム版は原作よりも地上に出る回数が多い。
- 原作では人間同士で殺し合いをする場面は非常に少ないが、ゲーム版では頻繁に殺し合いをする事になる。
- 原作ではAK47、AK74共に登場するが、ゲーム版ではAK74のみが登場する。
- ゲーム版のみ「戦前に製造され、金銭となる高品質な弾薬」と「戦後に製造され、金銭にならない低品質な弾薬（ただし交換所で高品質の弾薬と交換することは可能なので間接的には金銭になる）」の2種類が存在する。また、高品質な弾薬は銃器に装填して撃つことにより低品質な弾薬よりも高い威力を発揮するが、同時に金銭を撃ち出しているという事にもなるので、残弾管理には注意が必要である。
- ゲーム版においては、先述のバスタードマシンガンなどのような後退した技術により作られた手製の武器が多数登場する。
- 前述の通り、怪現象（ゲームではアノマリーと呼ばれる）がゲーム独自のものに変更されている。
- ゲーム版ではポリスにおけるカースト制度の表現が一切ない。
- キエフスカヤ駅および勝利公園駅での重大な出来事が省かれている。
- D6がミサイル基地の名称になっている。
- ゲーム版ではパーヴェルが死亡し、ダニーラは生き残る。
- 原作とおおむね同じ結末と、原作と全く違った結末の2つが用意されている。

### 日本語版
日本語字幕の他、日本語吹き替え音声も収録されている。

## 続編
ロシアでは本作の続編『メトロ2034』が2009年に発行され、6ヶ月で30万部を売り上げた。4A Gamesもゲーム版の続編『メトロ ラストライト』を製作、2013年5月に発売された（日本は同年8月1日）。また、 本作と『メトロ ラストライト』をPlayStation 4及びXbox One向けに高画質化したうえで1本にまとめた『メトロ リダックス』も開発されている。